# Zach Steinberger
Zach Steinberger (Long Beach, 10 mei 1992) is een Amerikaans voetballer die bij voorkeur op het middenveld speelt. In 2015 tekende hij een contract bij Houston Dynamo uit de Major League Soccer.

## Clubcarrière
Steinberger speelde in de jeugd bij MFK Košice uit Slowakije en Karlsruher SC uit Duitsland. In 2010 keerde hij terug naar Amerika waar hij van 2010 tot 2014 universiteitsvoetbal speelde bij Butler University. Op 15 januari 2015 werd Steinberger als achtste gekozen in de MLS SuperDraft 2015 door Houston Dynamo. Zijn debuut maakte hij op 28 maart 2015 als invaller tegen Colorado Rapids.